# Парк имени Тараса Шевченко (Симферополь)
Парк культуры и отдыха имени Т. Г. Шевченко (Парк Шевченко) — один из старейших парков Симферополя. Создан в начале 30-х годов XX века между улицей Севастопольской и Рабочим поселком (улица Батурина). Главное украшение парка — арка со стороны улицы Севастопольской. Начинающаяся от арки парка аллея переходит в улицу Батурина соединяя в единый ансамбль парк и архитектуру Рабочего поселка. Сверху территория парка напоминает полукруг, который с одной стороны пересекает улица Севастопольская, с другой — его опоясывает улица Войкова.

## История

### Основание
Историк Широков отмечает, что именно с 1924 года, когда был основан бульвар Ленина и разбит парк возле Рабочего поселка (ныне Парк имени Шевченко) и началось устройство зелёной зоны в Симферополе.

### Переименование и установка памятника
После передачи Крыма в состав УССР, парк не сразу получил современное название. К 150-летию украинского поэта парк (в 1964 году) был переименован, и на пересечении аллей парка был установлен памятник Т. Г. Шевченко. 

### Парк в кино
В 1966 году возле парка на улице Войкова снимался эпизод «побег из психиатрической больницы» фильма «Кавказская пленница, или Новые приключения Шурика». В кадре хорошо заметна ограда вокруг парка, которая до сих пор ограждает завод им.1 мая. Компания "Владоград" планирует оставить часть стены, как событийное место .
В 1990 году в парке возле арки и летнего кинотеатра снимался эпизод фильма "Дураки умирают по пятницам".

### Парк в наше время
Памятник Шевченко вновь появился только в 1997 году, но на новом месте, перед центральной колоннадой парка. Он был передан в дар Симферополю от города Калуш Ивано-Франковской области.
В Российской Федерации, контролирующей спорную территорию Крыма, является  объектом культурного наследия Республики Крым регионального значения;.
С 2005 годов начались длительные судебные разбирательства горсовета с ООО «Канон-ресурсы и производство», собственником недостроенного самостроя на месте летнего кинотеатра. В 2016 году глава администрации Симферополя Геннадий Бахарев сообщил, что недострой будет достроен. После выборов 2019 года началась достройка здания.
В феврале 2014 года, к 200-летию рождения Шевченко Т. Г., была произведена реконструкция центральный части парка. Была обновлена колоннада, вокруг памятника Шевченко была заменена плитка в стиле украинского орнамента. За год до этого, в апреле 2013 года были демонтированы все аттракционы, из-за истекшего срока эксплуатации. Демонтированные аттракционы не были вывезены, из-за чего горожане прозвали парк «кладбищем аттракционов».
До аннексии Крыма Российской Федерацией Парк Шевченко являлся местом собраний украинских патриотов и украинских националистов. В период событий 2014 года парк Шевченко и площадь вокруг памятника были местом столкновений местных жителей. Поступала информация о минировании площади перед парком.
Проводившееся масштабная реконструкция парка связана со сдачей новостройки с юго-восточной стороны парка. По состоянию на октябрь 2015 года, обновлены все дорожки, произведен спил аварийных деревьев, заменены бордюры и плитка, вывезены все нерабочие аттракционы, установлена спортивная и детская площадка, а также столбы для освещения, начат снос недостроенных зданий. Планируется установить ограждение, сделать четыре входа, восстановить танцевальную площадку и общественный туалет, построить шахматно-шашечный павильон, установить новое освещение и скамейки, а также снести недостроенные здания. Окончание реконструкции запланирован на март 2016 года.
На 2017 год не реконструированной остается центральная часть парка, где несколько лет огорожена стройплощадка для храма-часовни в честь 14 тысяч младенцев от Ирода в Вифлееме убиенных, и многолетний недострой на месте летнего кинотеатра, вокруг которых несколько лет ведутся закулисные игры в мэрии. Из всего, что было в заявленной реконструкции, была осуществлена реконструкция дорожек, установка невысокого забора и фонарей освещения. Туалет был снесен.
В августе 2019 года на участке парка площадью 480 квадратных метров были вырублены деревья для строительства развлекательного центра.